# Pokal Nogometne zveze Slovenije 2000-2001
La Pokal Nogometne zveze Slovenije 2000./01. (in lingua italiana: Coppa della federazione calcistica slovena 2000-01) fu la decima edizione della coppa nazionale di calcio della Repubblica di Slovenia.
Vi parteciparono tutte le squadre slovene. Nei primi turni si sfidarono le squadre minori, quelle nelle associazioni inter-comunali (MNZ, "Medobčinske nogometne zveze"), fino ad arrivare alla fase finale, con l'entrata dei club della 1. SNL 1999-2000, dai sedicesimi di finale in poi.
A vincere fu il Gorica, al suo primo titolo nella competizione.

Questo successo diede ai goriziani l'accesso alla Coppa UEFA 2001-2002.

## Partecipanti
Le 12 squadre della 1. SNL 1999-2000 sono ammesse di diritto. Gli altri 20 posti sono stati assegnati attraverso le coppe inter–comunali.
| Ammesse di diritto | Coppe inter–comunali | Coppe inter–comunali | Coppe inter–comunali  | Coppe inter–comunali |
| Ammesse di diritto | Associazione         | Squadre              | Squadre               | Squadre              |
| --- | -------------------- | -------------------- | --------------------- | -------------------- |
| - Beltinci - Celje - Domžale - Dravograd - Gorica - Korotan Prevalje - Maribor - Mura - Olimpia Lubiana - Pohorje - Primorje - Rudar Velenje | MNZ Lubiana          | Elan                 | Bela Krajina          | Ivančna Gorica       |
| - Beltinci - Celje - Domžale - Dravograd - Gorica - Korotan Prevalje - Maribor - Mura - Olimpia Lubiana - Pohorje - Primorje - Rudar Velenje | MNZ Maribor          | Železničar Maribor   | Pobrežje              | Paloma               |
| - Beltinci - Celje - Domžale - Dravograd - Gorica - Korotan Prevalje - Maribor - Mura - Olimpia Lubiana - Pohorje - Primorje - Rudar Velenje | MNZ Celje            | Šentjur              | Vransko               |                      |
| - Beltinci - Celje - Domžale - Dravograd - Gorica - Korotan Prevalje - Maribor - Mura - Olimpia Lubiana - Pohorje - Primorje - Rudar Velenje | MNZ Capodistria      | Korte                | Jadran Hrpelje-Kozina |                      |
| - Beltinci - Celje - Domžale - Dravograd - Gorica - Korotan Prevalje - Maribor - Mura - Olimpia Lubiana - Pohorje - Primorje - Rudar Velenje | MNZ Nova Gorica      | Renče                | Tolmin                |                      |
| - Beltinci - Celje - Domžale - Dravograd - Gorica - Korotan Prevalje - Maribor - Mura - Olimpia Lubiana - Pohorje - Primorje - Rudar Velenje | MNZ Murska Sobota    | Bakovci              | Puconci               |                      |
| - Beltinci - Celje - Domžale - Dravograd - Gorica - Korotan Prevalje - Maribor - Mura - Olimpia Lubiana - Pohorje - Primorje - Rudar Velenje | MNZ Lendava          | Nafta                | Odranci               |                      |
| - Beltinci - Celje - Domžale - Dravograd - Gorica - Korotan Prevalje - Maribor - Mura - Olimpia Lubiana - Pohorje - Primorje - Rudar Velenje | MNZ Goreniska-Kranj  | Triglav              | Bled                  |                      |
| - Beltinci - Celje - Domžale - Dravograd - Gorica - Korotan Prevalje - Maribor - Mura - Olimpia Lubiana - Pohorje - Primorje - Rudar Velenje | MNZ Ptuj             | Boč Poljčane         | Aluminij              |                      |

## Sedicesimi di finale
| Squadra 1             | Risultato   | Squadra 2        |
| --------------------- | ----------- | ---------------- |
| Pohorje               | 0 – 1       | Mura             |
| Puconci               | 1 – 5       | Domžale          |
| Korte                 | 1 – 6       | Gorica           |
| Bled                  | 0 – 7       | Dravograd        |
| Ivančna Gorica        | 0 – 2       | Korotan Prevalje |
| Vransko               | 1 – 4       | Maribor          |
| Železničar Maribor    | 1 – 4       | Rudar Velenje    |
| Olimpia Lubiana       | 1 – 0 (dts) | Celje            |
| Renče                 | 0 – 5       | Primorje         |
| Aluminij              | 10 – 0      | Bela Krajina     |
| Tolmin                | 0 – 1       | Bakovci          |
| Boč Poljčane          | 0 – 4       | Paloma           |
| Triglav               | 7 – 2       | Odranci          |
| Elan                  | 1 – 0       | Pobrežje         |
| Nafta                 | 5 – 0       | Beltinci         |
| Jadran Hrpelje-Kozina | 2 – 1       | Šentjur          |

## Ottavi di finale
| Squadra 1             | Risultato | Squadra 2        |
| --------------------- | --------- | ---------------- |
| Jadran Hrpelje-Kozina | 3 – 0     | Nafta            |
| Mura                  | 0 – 2     | Dravograd        |
| Bakovci               | 1 – 2     | Elan             |
| Gorica                | 3 – 0     | Domžale          |
| Aluminij              | 0 – 2     | Maribor          |
| Rudar Velenje         | 1 – 0     | Korotan Prevalje |
| Paloma                | 0 – 9     | Olimpia Lubiana  |
| Triglav               | 1 – 3     | Primorje         |

## Quarti di finale
| Squadra 1 | Totale | Squadra 2             | Andata | Ritorno |
| --------- | ------ | --------------------- | ------ | ------- |
| Dravograd | 2 – 4  | Rudar Velenje         | 1 – 2  | 1 – 2   |
| Gorica    | 7 – 1  | Primorje              | 6 – 1  | 1 – 0   |
| Elan      | 2 – 1  | Jadran Hrpelje-Kozina | 1 – 0  | 1 – 1   |
| Maribor   | 2 – 3  | Olimpia Lubiana       | 2 – 0  | 0 – 3   |

## Semifinali
| Squadra 1     | Totale | Squadra 2       | Andata | Ritorno |
| ------------- | ------ | --------------- | ------ | ------- |
| Rudar Velenje | 1 – 6  | Olimpia Lubiana | 0 – 2  | 1 – 4   |
| Gorica        | 5 – 3  | Elan            | 3 – 1  | 2 – 2   |

## Finale
| Squadra 1       | Totale | Squadra 2 | Andata | Ritorno |
| --------------- | ------ | --------- | ------ | ------- |
| Olimpia Lubiana | 3 – 4  | Gorica    | 1 – 0  | 2 – 4   |

### Andata
| Arbitro: | Robert Krajnc (Ptuj) |

| |            | |
| Cimirotič 20’                                                                                                   | Marcatori  | |
| Pejkovič Granić Ošlaj Stefanovič (Mirtič) Agič Fridl Kosič Munishi (Karapetrovič) Jolič (Rakovič) Puc Cimerotič | Formazioni | B. Mavrič Debenjak (Buinac) Pitamic Žlogar Ipavec Ribarič Kokot (Gutalj) M. Mavrič Brulc Šnofl Shaquiri |
| Bojan Prašnikar                                                                                                 | Allenatori | Toni Tomažič                                                                                            |

### Ritorno
| Arbitro: | Darko Čeferin (Kranj) |

| |            | |
| Ipavec 45’ Žlogar 60’ Pitamic 67’ Šakiri 84’ (rig.)                                                                 | Marcatori  | 82’ Rakovič 89’ Ošlaj                                                                                    |
| B. Mavrič Buinac (M. Mavrič) Srebrnič Pitamic Žlogar (Kokot) Ipavec Ribarič (A. Ščulac) Gutalj Brulc Šnofl Shaquiri | Formazioni | Pejkovič Granič Ošlaj Stefanovič Agič Fridl (Cimerotič) Jukić Kosič Munishi (Mirtič) Puc (Jolič) Rakovič |
| Toni Tomažič | Allenatori | Bojan Prašnikar                                                                                          |